# Vulsor septimus
Vulsor septimus là một loài nhện trong họ Ctenidae.
Loài này thuộc chi Vulsor. Vulsor septimus được Embrik Strand miêu tả năm 1907.